# بافليه
 بافليه هي إحدى القرى اللبنانية من قرى قضاء صور في محافظة الجنوب.

## لمحة تاريخية
يقال أن اسمها كان بيت الفل، لأنها كانت تشتهر بزراعة الفل والورد[بحاجة لمصدر].

## الموقع
تبعد بافليه حوالي 99 كلم عن العاصمة بيروت، وترتفع حوالي 319 متر عن سطح البحر وتمتد على مساحة تُقدَّر بـ 345 هكتاراً.
- يحدها من الجنوب الشهابية وسلعا، ومن الشمال صريفا ومن الشرق ديركيفا، ومن الغرب معركة.
- تصل اليها من خلال عدة طرق : طريق عام البازورية جويا أو طريق عام معروب صريفا.

## المساحة
تمتد على مساحة تُقدَّر بـ 345 هكتاراً (3.45 كلم²- 1.3317 م²